# Rotsjöns naturreservat i Dalarnas län
Rotsjöns naturreservat i Dalarnas län är ett naturreservat i Falu kommun i Dalarnas län.
Området är naturskyddat sedan 2019 och är 150 hektar stort. Reservatet omfattar sydöstra delen av Rotsjön och natur sydost därom och består av naturskogsartad gran- och barrblandskog med grova granar. Reservat fortsätter i norr/nordväst med ett område i Bollnäs kommun och reservatet Rotsjöns naturreservat i Gävleborgs län